# Njema Frazier
Njema Frazier (* 13. března 1974 San Francisco, Kalifornie) je jaderná fyzička pracující v National Nuclear Security Administration – NNSA (Národní úřad pro jadernou bezpečnost na ministerstvu energetiky) ve Washingtonu, D.C. Působí tam jako výkonná ředitelka programu Inercial Confinement Fusion.
Je první žena a první černošský vědec v čele úřadu v jeho 40leté historii. Řídí vědecké a technické projekty s cílem zajistit bezpečné a účinné jaderné zbraně bez testování jaderných výbušnin. Zabývá se simulací jaderných zbraní, fyzikálními experimenty se zbraněmi a mezinárodní spoluprací na těchto projektech.
Frazier je první Afroameričankou, která absolvovala fyziku na Mellon College of Science CMU a získala bakalářský titul B.S. z fyziky na Carnegie Mellon University, a také první, která získala doktorský titul Ph.D. z jaderné fyziky na Michiganské státní univerzitě. Je členkou National Society of Black Engineers – NSBE (Národní společnost inženýrů černé pleti).

## Mládí a vzdělání
Frazier se narodila a vyrůstala v San Franciscu v Kalifornii. Brzy se zajímala o matematiku a vědu. Navštěvovala Carnegie Mellon University, kde v roce 1992 získala titul B.S. Po dokončení bakalářského studia získala titul M.S. ve fyzice a Ph.D. v teoretické jaderné fyzice na Michiganské státní univerzitě (MSU). Podle časopisu US News & World Report je na této univerzitě špičkový americký program pro jadernou fyziku. Během studia na MSU pracovala v National Superconducting Cyclotron Lab (NSCL) se zaměřením na „vlastnosti vlnových funkcí Shell-modelu při vysokých excitačních energiích“.

## Kariéra

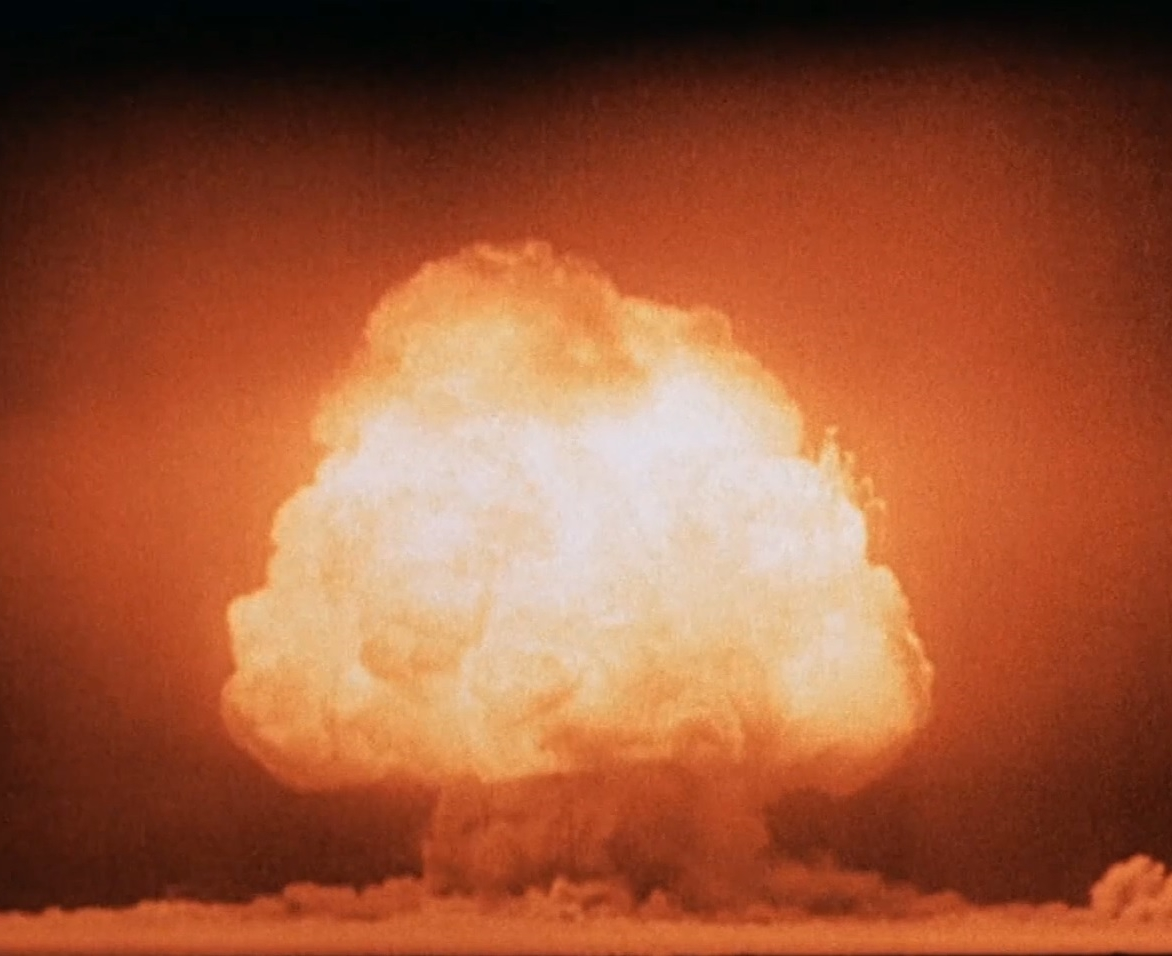
Jaderný test Trinity (Projekt Manhattan) byl první test jaderné zbraně v roce 1945

- Jaderný test Trinity (Projekt Manhattan) byl první test jaderné zbraně v roce 1945Od roku 1989 pracovala tři roky jako hostující profesorka na College of International Security Affairs (Vysoká škola mezinárodních bezpečnostních záležitostí) ve Washingtonu, DC.
- Od roku 1992 pracovala čtyři roky jako profesionální zaměstnankyně Výboru pro vědu ve Sněmovně reprezentantů USA.

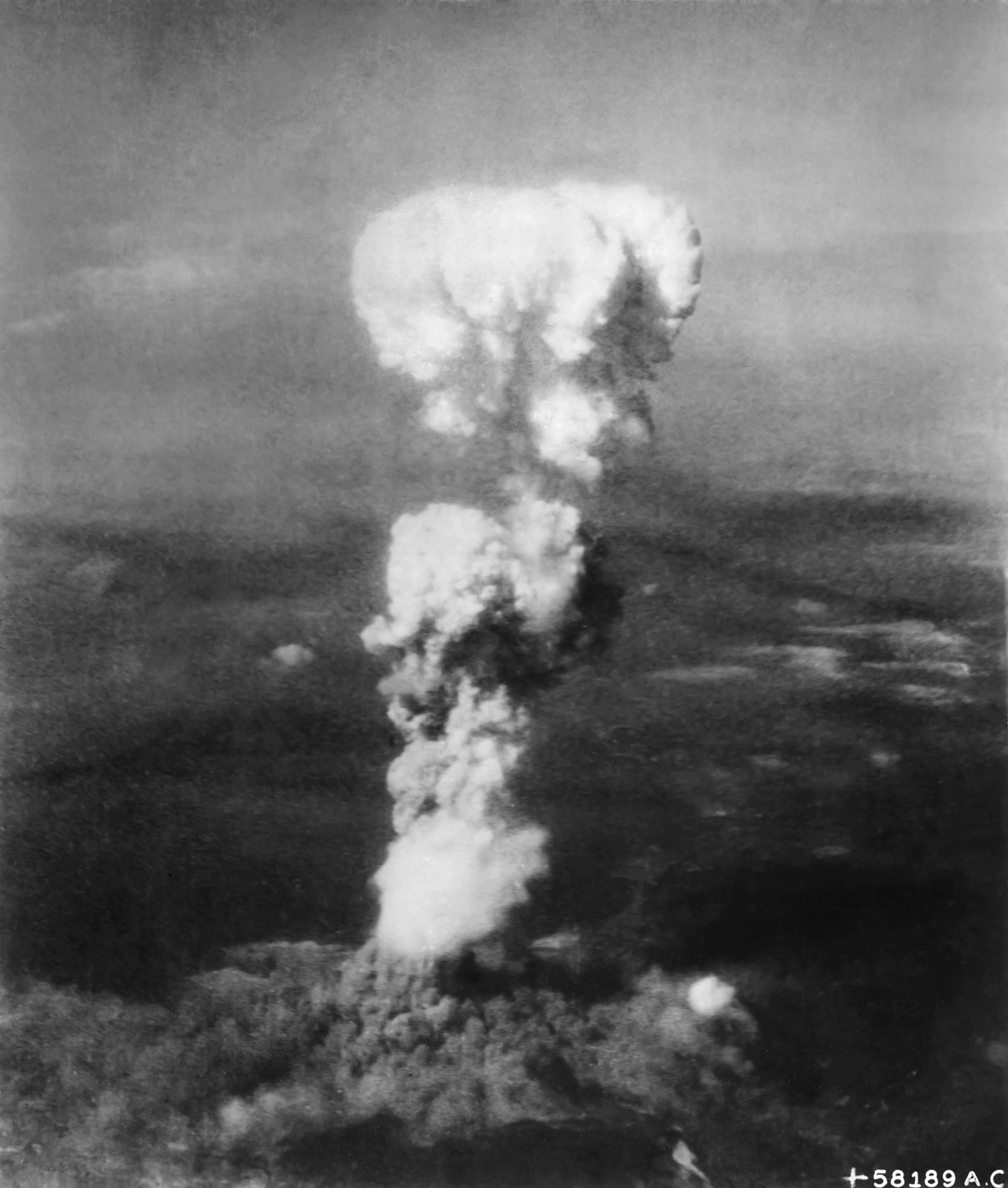
Atomový hřib nad Hirošimou po dopadu atomové bomby Little Boy v roce 1945

- Atomový hřib nad Hirošimou po dopadu atomové bomby Little Boy v roce 1945V letech 2001 až 2016 pracovala jako jaderná fyzička v National Nuclear Security Administration – NNSA (Národní úřad pro jadernou bezpečnost). Zastávala zde několik pozic, například výkonné ředitelky divize International Program Management Division, úřadující zástupkyně ředitele divize Advanced Simulation and Computing (ASC) a výkonné ředitelky Office of Inertial Confinement Fusion – IFC (Úřadu pro inerciální fúzi). V těchto divizích pracovala na zlepšení vědeckých poznatků High-energy-density physics - HEDP (Fyzika s vysokou hustotou energie) ve vztahu ke zbraním. Frazier pomohla zajistit trvalou a bezpečnou údržbu zásob jaderných zbraní.
- Během práce v National Nuclear Security Administration vytvořila vlastní poradenskou společnost Diversity Science, aby vytvořila spojení mezi vědeckými odborníky a pracovníky ve veřejném a soukromém sektoru.

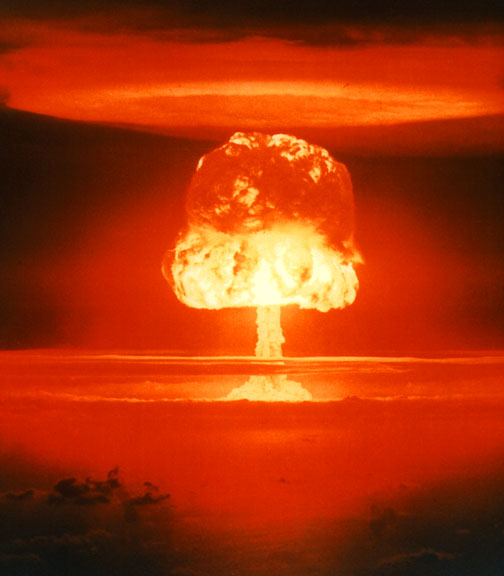
Jaderný test Romeo na atolu Bikini v roce 1954

- Frazier vede organizaci vědeckých aktivit souvisejících se zbraněmi a snaží se omezit jaderné testy v Los Alamos, Lawrence Livermore a Sandia National Laboratories.
- V roce 2008 se jako aktivní členka National Society of Black Engineers – NSBE (Národní společnost inženýrů černé pleti) stala předsedkyní National Alumni.
- V letech 2010 až 2012 byla předsedkyně National Leadership Institute.
- Je také spoluzakladatelkou skupiny Professional Opportunities for Women at Energy Realized – POWER na United States Department of Energy – DOE (Ministerstvo energetiky Spojených států amerických). POWER podporuje ženy profesionálně i osobně a inspiruje jen ke vstupu do Science, technology, engineering and mathematics (STEM). To je seskupení pro propojení odlišných ale souvisejících technických disciplín – vědy, technologie, inženýrství a matematiky.
- Je zakladatelkou a generální ředitelkou společnosti Diversity Science LLC (Síť vědců a inženýrů zaměřených na rozšíření účasti v STEM).

## Ocenění a vyznamenání
- Joint Civilian Service Commendation Award (ocenění za vynikající služby Národnímu úřadu pro jadernou bezpečnost)
- Alumni Achievement Award Spotlight od CMU (2018)[1]
- Diverse Faces of Science
- Grio's List of 100 History Makers in the Making  (Griův seznam 100 tvůrců historie ve vývoji společnosti)
- Essence Power List
- Ebony Power 100 List (každoroční seznam nejvlivnějších Afroameričanů v časopisu Ebony)[2]
- Black Engineer of the Year[3]